# Tervasaari (ö i Södra Österbotten, Kuusiokunnat, lat 62,50, long 24,02)
Tervasaari är en ö i Finland. Den ligger i sjön Peränne och i kommunen Etseri i den ekonomiska regionen  Kuusiokunnat  och landskapet Södra Österbotten, i den centrala delen av landet, 260 km norr om huvudstaden Helsingfors. Öns area är 3,1 hektar och dess största längd är 260 meter i nord-sydlig riktning.